# Петричанський парк
Петрича́нський парк — парк-пам'ятка садово-паркового мистецтва місцевого значення в Україні. Об'єкт природно-заповідного фонду Чернівецької області. 
Розташований у межах Сучевенської сільської громади Чернівецького району Чернівецької області, в селі Петричанка. 
Площа 1 га. Статус присвоєно згідно з рішенням облвиконкому від 30.05.1979 року № 198. Перебуває у віданні: Петричанський будинок-інтернат. 
Статус присвоєно для збереження парку, заснованого 1870 року. Тут зростає бл. 10 цінних видів дерев та чагарників.